# Atelurius
Genre
Atelurius est un genre d'araignées aranéomorphes de la famille des Salticidae.

## Distribution
Les espèces de ce genre se rencontrent au Venezuela, en Bolivie et au Brésil.

## Liste des espèces
Selon World Spider Catalog (version 23.0, 15/04/2022) :
- Atelurius dipterioides (Perger & Rubio, 2018)
- Atelurius segmentatus Simon, 1901

## Systématique et taxinomie
Ce genre a été décrit par Simon en 1901 dans les Salticidae.

## Publication originale
- Simon, 1901 : Histoire naturelle des araignées. Paris, vol. 2, p. 381-668 (intégral).